# Banii
Banii (în franceză Les affaires sont les affaires : Afacerile sunt afaceri) este o piesă de teatru în 3 acte, în proză, scrisă de dramaturgul francez  Octave Mirbeau  în anul 1903.  Banii a fost reprezentată la 20 aprilie 1903 pe scena de la Comédie-Française,  bucurându-se de un succes extraordinar .
Piesa lui Mirbeau a fost pusă in scenă în sezoanele teatrale 1904-1905 și 1911-1912 la Teatrul Național din București, dar traducerea aparținând lui Haralamb G. Lecca nu a fost publicată.

## Subiectul
Banii este o comedie clasică, de caractere și de moravuri sociale și politice, in spiritul lui Molière. Prin prezentarea portretului unui afacerist fără scrupule, Isidore Lechat, devenit un prototip, Octave Mirbeau denunță atotputernicia banilor în societatea burgheză. Dar banii se dovedesc neputincioși in fața dragostei, cea a fiicei lui Isidore, Germaine, care refuză căsătoria aranjată de tatăl său, și in fața morții, care îl desparte de fiul său, Xavier.